# Frances Morse
Frances Amélia, Lady Tupper, née Morse en 1826 et décédé le 11 mai 1912 à 86 ans, est la femme du 6e premier ministre du Canada en 1896 Sir Charles Tupper.

## Biographie
Frances Morse est né à Amherst, une ville en Nouvelle-Écosse.